# 누란의 미녀

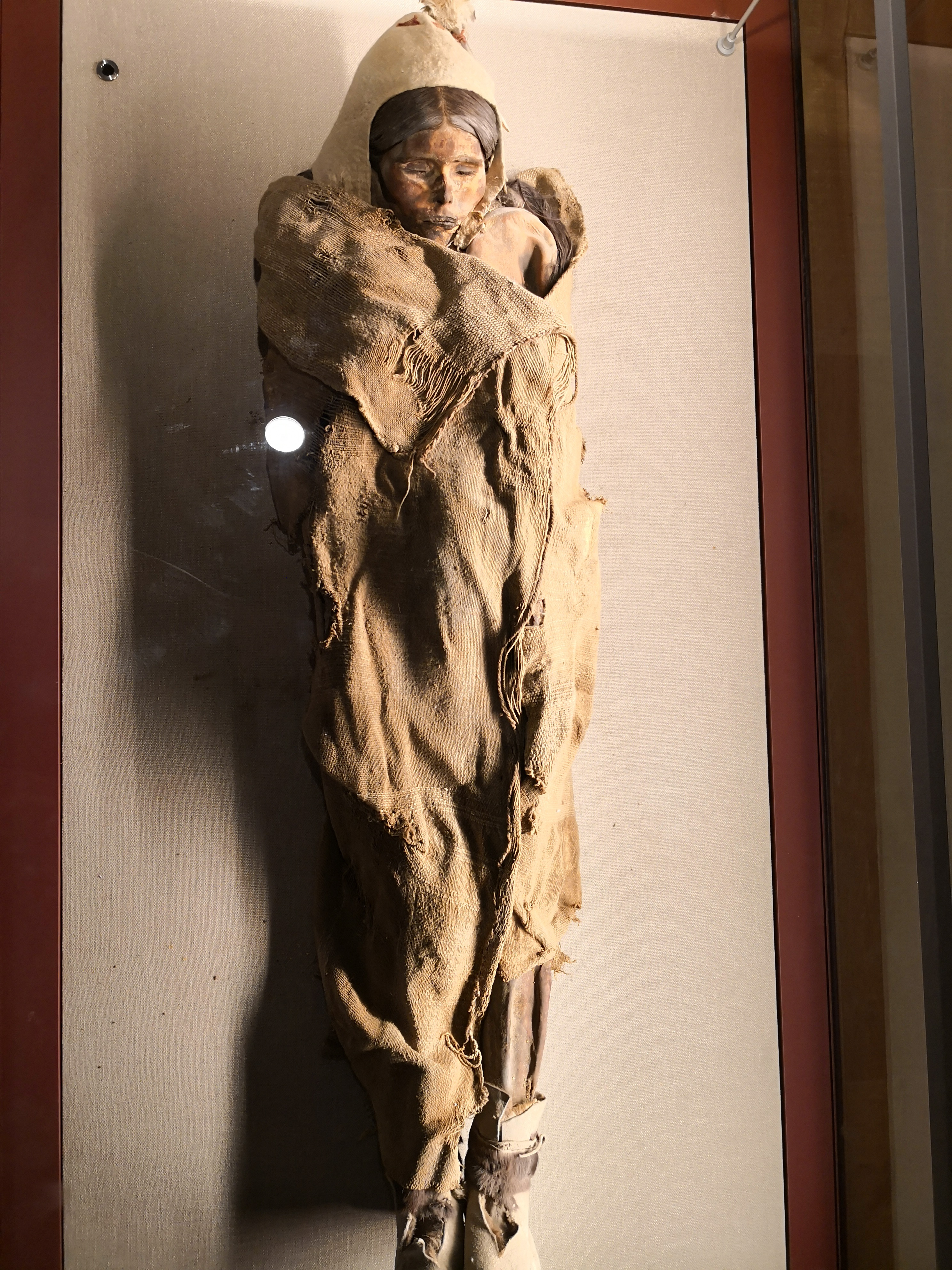

누란미녀(楼兰美女, 영어: Beauty of Loulan, Louran Beauty)는 1980년 4월 1일 중국 신장웨이우얼 자치구의 러우란 고성 북쪽의 철판하(铁板河) 강변 판허묘지(板河墓地) 터 사막에서 무순잉(穆舜英) 등 위구르 사회과학원 고고학연구소 연구팀에 의해 발견된 여성 미이라로, 전신 신체가 완벽하게 보존되어 있었다. 기원전 1880년경~1800년 경에 생존하였고, 사망당시 40~45세의 여성으로 시신은 모직물과 양피로 된 옷과 가죽 신발을 신고 있었으며, 머리를 감싼 스카프형 가죽에는 해오라기 깃털이 꽂혀 있었다. 웃는 것 같은 표정에서 "죽음의 모나리자"라는 별명이 붙여지기도 했다.
한때 고대 누란국의 주민으로 여겨졌으나, 그보다 1600년 이전에 생존한 것으로 확인되었다. 붉은 머리에 뚜렷한 이목구비 등은 발견직후 화제가 되었으며, 한국에서도 시인 김춘수 시집 《비에 젖은 달》에 실린 시 누란의 사랑과, 작가 윤후명작 《돈황의 사랑》 등의 소재가 되었다.
사후 지열 등으로 흑색화되었다. 미이라는 우루무치 시 신장 위구르 자치주 박물관 2층 고시관에 보존되어 있다. 간혹 타클라마칸 사막의 다른 지역에서 발견된 소하공주와 혼동되기도 한다.

## 개요
1980년 4월 1일 중국 신장웨이우얼 자치구의 북동부이며 바인궈렁 몽골 자치주 동부지방이며 우루무치 시 남동쪽에 위치한 러우란 고성과 공작하(孔雀河) 북쪽 하류지역인 뤄창 현(若羌縣) 철판하(铁板河) 강변 판허묘지(板河墓地, 일명 태양묘(太阳墓))의 모래더미를 위구르 사회과학원 고고학연구소 연구원 무순잉(穆舜英, 1932 ~ 2008)이 이끄는 위구르 사회과학원 고고학연구소 연구팀이 발굴하던 중, 중국인 인부들에 의해 발굴되었다. 발견된 곳은 타클라마칸 사막의 동쪽 끝 지역에 해당된다. 사막화된 묘지 근처에서는 아기 미이라와 열에 그을린 남성 유골, 기원전 800년 경의 아기 미이라와 장년 남자 미라 등도 같이 발견되었다.
러우란시내 북쪽의 사막지대에서 타원형 모양으로 백양나무가 세워진 곳을 7곳을 발견, 무순잉이 이끄는 위구르 사회과학원 고고학연구소 연구팀이 조사하던 중 태양열로 그을린 남자의 유골이 발견되었으며, 해골과 치아가 거의 보존된 상태였다. 근처에서는 아기의 시신을 담은 관이 발견되었으며, 아기의 미이라는 낙타 털로 감싸여져 있었다. 근처의 모래 암벽에서 사람 비슷한 물체가 발견, 인부들이 파내자 사람의 형태가 확실하였고, 작은 여성의 미이라였다. 건조기후로 피부와 머리카락, 치아 등의 보존상태가 상당히 양호하였다.

## 특징
미이라의 이목구비가 백인종의 형상이었으므로, 1957년 일본인 작가 이노우에 야스시의 작품 누란에 인용되었으며, 한때 누란 고성을 세운 고대의 누란 왕국과 관련된 것으로 추정하였다. 그러나 탄소연대측정법으로 조사한 결과, 이 미라는 기원전 19세기에 매장된 것으로 죽을 당시의 나이는 약 40세 전후, 신장은 155cm였다. 유럽계의 얼굴 형태와 골격, 큰 키 등은 둥글넓적한 아시아 계통과는 다른 특징을 보인다. 그녀는 유럽인에 금발에 푸른 눈이라고 대대적으로 기사화됐다. 그녀의 머리는 켈트나 스칸디나비아반도 계통의 붉은 머리였다.
누란 미녀는 전신과 피부, 체모가 완벽히 보존되었으며, 관 없이 모직물로 된 천에 감싸여 있었다. 사람의 형태를 발굴한 학자들이 붓으로 흙을 털어내자 완벽한 사람의 형상이 나타났다. 이 여성의 몸은 모직물포에 싸인 채로 모직물과 양피로 엮인 옷과 모자, 해오라기 깃털, 곡물의 씨앗이 담긴 토기와 함께 매장되어 있었다. 시신의 머리는 스카프 비슷하게 아마로 감싸여 있었고, 머리를 감싼 스카프형 천의 왼쪽 상단에는 적색 해오라기의 깃털이 꽂혀 있었다. 발에는 가죽으로 된 털 신발을 신고 있었다.
생전 그녀는 상당히 궁핍한 삶을 살았던 것으로 추정된다. 그녀의 신발과 의류는 반복 수선한 흔적이 발견되었다.
미이라는 사후 지열(地熱)에 의해 흑색화되었으며 신장 150~152cm로 생전 신장은 155~155.8cm로 추정된다. 오똑한 콧날, 커다란 눈, 흰 살결 등 유럽계의 특징을 갖고 있다. 건조한 기후 덕분에 보존상태가 좋아 손톱의 봉숭아꽃물까지 그대로 있다. 붉은 머리카락에 푸른 눈동자, 혈액형은 O형, 건조해진 미이라의 무게는 10.1kg이고, 연령은 사망 당시 40세 ~ 48세로 추정된다. 방사성 탄소 연대 측정 결과 생존 시기는 기원전 1800년 경 ~ 기원전 1880년 경이다. 인종적으로는 북유럽계 코카서스 인종이었다. 위구르인에 가깝다는 의견도 있고, 토하라인의 선조로 추정된다. 인위적으로 가공되지 않고 건조한 기후에 의해 미이라화되었다. 생전에 그녀는 머릿니에 감염되었으며, 사망원인으로는 상당양의 모래, 먼지와 숯 등을 흡입한 것으로 추정된다.
누란미녀는 1980년 4월부터 일본 NHK 방송에서 방영된 특집 실크로드의 제5회 누란 왕국을 발굴(1980년 8월 4일 방송분)에도 소개되었다.
1980년 일본의 화가 야마모토 테루나리(山本耀也)에 의해 복원도가 제작되었다. 2005년에는 일본의 법의학자들이 그녀의 신체를 복원한 밀랍 인형을 제작, 신장 위구르 박물관에 기증하였다. 2004년 5월 29일에는 중국 랴오닝성 심양 시의 중국형사경찰학원 법의학자 조성문(趙成文)이 2001년부터 3년간 복원한 두상을 제작하였다. 근처 루어창 현의 러루안 박물관에는 누란미녀의 대형 부조상이 제작되었다.
미이라는 신장 위구르 자치주 우루무치 시 서북로(西北路) 581호 신장 우루무치 박물관(新疆維吾爾自治區博物館)의 2층 고시관(古屍)에 소재해 있다.

## 기타
- 화제가 된 누란미녀는 곧 신장의 현지 중국 공안 법의학자에 의해 복원도 초상화가 제작되었고, 2005년 일본의 연구진에 의해 그녀의 유골을 토대로 한 밀랍 복원인형을 제작하였다. 일본에서 제작된 밀랍 복원인형은 신장 우루무치 박물관에 기증되었으며, 그녀의 미이라와 함께 전시되어 있다. 한족과는 아주 다른, 지금의 위구르족의 모습과도 다른 완전한 서양인의 모습이다.[9]

- 기원전 800년경에 매장된 50대 남성 미이라, 노인 여성 미이라, 아기 미이라 등은 모두 비단 옷을 입고 있었으며 역시 신장 우루무치 박물관에 소재해 있다. 신장 우루무치 박물관에는 당나라의 장군으로 고창국에 파견된 장웅(張雄)의 분묘에서 발견된 미라도 전시되어 있다.

- 발견 직후 화제가 되어 각국의 소설과 시, 노래 등의 모티브가 되었다. 1980년 11월 1일에 발표된 한국의 시인 김춘수의 시집 《비에 젖은 달》에 실린 시 누란의 사랑과, 2005년 3월 25일에 발표된 한국의 작가 윤후명의 소설 《돈황의 사랑》 등은 누란미녀를 소재로 한 작품들이다.

- 철판하 묘지 남서쪽 200km 지점인 샤오허 묘지에서 발견된 여성 미이라인 소하공주와 혼동되기도 한다.

## 같이 보기
- 미라
- 소하공주
- 누란
- 이노우에 야스시
- 김춘수

## 참고 자료
- 신장웨이우얼자치구 박물관 (중국어)
- 楼兰遗迹
- ＮＨＫ特集　シルクロード　―絲綢之路―　第　５集　楼蘭王国を掘る (일본어)
- NHK特集「シルクロード－絲綢之路－」 (일본어)
- 초원에서 한반도까지 <26> `붉은 머리의 사람들`과 철릭 국제신문 2010.03.15.
- 문학동네, 《계간 문학동네 1995년 겨울호 (통권 5호)》 (문학동네, 1995)
- 윤후명, 《둔황의 사랑》 (문학과지성사, 2005), ISBN 9788932015880
- 김춘수, 《비에 젖은 달》 (근역서재, 1980), ISBN 2000783000028
- 제임스 A. 밀워드, 《신장의 역사-유라시아의 교차로》 (김찬영·이광태 역, 사계절, 2013)
- 「타클라마칸 사막은 살아있다」 한림학보 2013.11.27.
- 금발의 미녀 미라가 받은 3800년 전 메시지 오마이뉴스 2015.02.19.
- 고태규, 《실크로드 문명기행》 (한림대학교 출판부, 2015), ISBN 9788964020593